# Berenzi
Berenzi (I Berèns in dialetto alto mantovano) è una frazione del comune di Castel Goffredo, in provincia di Mantova, distante 3 km dal capoluogo e sud-est da esso. Confina con il comune di Casaloldo.

## Geografia fisica
Sul territorio nascono i seguenti corsi d'acqua:
- lo Scolo Gambino-Pagadelli, piccolo torrente che nasce nella campagna ad est della frazione Berenzi, percorre i territori dei comuni di Casaloldo e Piubega, sfociando nel Canale Primario di Mariana;[3]
- Il Vaso Corgolo, piccolo torrente che nasce a sud e nella frazione Berenzi, entra nel territorio di Casaloldo e prosegue per i territori di San Martino Gusnago e Piubega;[3]

## Origini del nome
Da un documento del XIII secolo si rileva che Berentius de Aquanigra ebbe in godimento il castello di Canneto.

## Storia
A testimoniare la presenza in loco di popolazioni di origine romana, sono state rinvenute tracce di edifici in muratura. Inoltre dal borgo transitava una bretella che univa la Via Postumia e la Via Gallica, passando per Castel Goffredo, Gozzolina e Castiglione delle Stiviere.
La frazione appartenne all'abbazia di Pomposa.

## Monumenti e luoghi d'interesse
Nel centro del borgo è situato l'Oratorio di Santa Maria Formosa (o Oratorio della Visitazione), edificato nel 1713 con materiale della preesistente Chiesa di Santa Maria Pomposa al cui interno è presente una pala d'altare del 1590 di allievi di Girolamo Muziano.